# Грелл, Майк
Майк Грелл (англ. Mike Grell, род. 13 сентября 1947) — американский сценарист и художник комиксов, более всего известный по своим работам: «Зелёная Стрела», «Зелёный Фонарь», «Jon Sable» и «Warlord».

## Биография
Майк Грелл обучался в Университете Висконсин-Грин-Бей, Чикагском Институте искусств, а также окончил курсы аниматоров в Школе знаменитых художников в Коннектикуте. Надеясь избежать службы во Вьетнаме во время войны, он служил в Азии в ВВС США.

## Карьера
Грелл начал свою карьеру художника комиксов в 1972 году в роли помощника Дэйлы Мессик, работавшей в то время над созданием стрипов «Brenda Starr».

### Superboy and the Legion of Super-Heroes
В 1973 году Майк переезжает в Нью-Йорк, где и начинается его долгое сотрудничество с компанией DC Comics. Первой работой Майка для DC стала серия «Superboy and the Legion of Super-Heroes», очень почётная работа для художника почти без опыта. Грелл говорит, что получил эту работу только потому, что зашёл к редактору с просьбой о работе сразу после того, как от редактора вышел только что уволившийся художник Дэйв Кокрум. Майк занимался контуровкой рисунков Кокрума выпуска № 202 этой серии («Lost: A Million Miles from Home!»), а, с выпуска № 203, опубликованного в августе 1974 года, сам становится художником серии. Сценарий для серии был написан Кейри Бейтсом, для последних выпусков использовался сценарий Джима Шутера. Ещё одной значимой работой Грелла является выпуск № C-55 серии «Limited Collectors' Edition», опубликованной в 1978 году. Эта серия традиционно выпускается в большом формате. Указанный выпуск содержал историю по сценарию Пола Левица в которой поженились два постоянных члена Легиона: Saturn Girl и Lightning Lad.

### DC Comics иWarlord
В качестве сценариста, Грелл приобрёл известность благодаря серии «The Warlord». Главный герой этой серии впервые появляется в «1st Issue Special» #8, опубликованном в ноябре 1975 года. Очень быстро описание похождений этого героя оформилось в отдельную серию «The Warlord», первый выпуск которой был опубликован в январе/феврале 1976 года. Согласно описываемой в этой серии истории, самолет, который вел пилот ВВС Тревис Морган англ. Travis Morgan разбился в «спрятанной» доисторической стране под названием «Skartaris» (здесь заметно сильное влияние произведений: «Путешествие к центру Земли» Жюль Верна и «Pellucidar» Эдгара Берроуза). В течение многих лет после катастрофы, Морган участвует в приключениях одетый только в крылатый шлем, браслеты, ботинки и набедренную повязку. Оружием ему служит меч и автоматический пистолет .44 Auto Mag. По словам Грелла, место действия истории представляет собой некий параллельный мир, сцену, где двое: он сам и редактор Джек Харрис играют в ролевую игру по правилам Dungeons and Dragons.
В DC Comics Майк также работал над такими персонажами, как Аквамен, Бэтмен, и Призрачный странник. Вместе с Эллиотом Маггином он в 1975 году запускает серию «Batman Family». В ближайших планах Грелла, совместная работа с Деннисом О’Нилом над возрождением серий «Зелёный Фонарь/Зелёная стрела».

### Тарзан
Грелл занимался сценарием и художественными работами для стрипов серии «Тарзан» с 19 июля 1981 года по 27 февраля 1983 год (за исключением одного стрипа, сделанного 13 февраля 1983 года Томасом Йетсом). Эти стрипы были перепечатаны в газетах в 2004—2005 годах.

### First Comics:Jon Sable FreelanceиStarslayer
В 1980-х годах Грелл занимался созданием им самим разработанных серий: «Jon Sable Freelance» и «Starslayer». «Jon Sable Freelance» был опубликован ныне уже не существующим издательством First Comics. Научно-фантастическая серия «Starslayer» начала публиковаться издательством Pacific Comics, но позже также стала публиковаться First Comics.
Главный герой «Jon Sable Freelance» является бывшим олимпийским атлетом, охотником в Африке на крупную дичь, в итоге ставшим наёмником. Впервые появившись на обложке в июне 1983 года Jon Sable стал предшественником того, что сейчас называют «тёмным веком комиксов», когда даже давно известные супергерои преподносятся во всё более мрачном и жестоком свете.
Данный персонаж создавался под большим влиянием рассказов Яна Флеминга о Джеймсе Бонде. Кроме того, многие из историй серии об охоте в Африке несут на себе явную связь с романами Питера Капстика. На одной из конференций в конце 1980-х Грелл охарактеризовал этого персонажа, как «что-то среднее между Джеймсом Бондом и Майком Хаммером Микки Спиллейна.»
Серия «Jon Sable Freelance» была экранизирована в виде не очень долго прожившего телевизионного сериала, а оригинальная история персонажа «A Storm Over Eden» была переработана, расширена и издана в 2000 году издательством Tor Books под заголовком «Sable».

### Обратно в DC:Green Arrow

Обложка комикса Green Arrow: The Longbow Hunters #1 (ноябрь 1987)

В 1987 году Майк Грелл пишет сценарий и рисует ограниченную серию Green Arrow: The Longbow Hunters состоящую из 3-х выпусков. Он изменил дизайн костюма главного героя, первоначально спроектированный в 1969 году Нилом Адамсом и преподнёс самого героя, как «городского охотника», борющегося против не обладающих суперсилами злодеев реального мира, таких как серийные убийцы, террористы, уличные банды, якудза. Грелл убрал из арсенала героя «трюковые» (англ. trick) стрелы, заменив их на стрелы со взрывающимися наконечниками, которые позволяли на самом деле убивать противника. Первой историей, в которой герой первый раз совершает убийство стала «The Longbow Hunters», в последовавших за ней историях это происходит регулярно.
Популярность этой ограниченной серии позволила начать публикацию периодической серии «Зелёная Стрела», которая продолжалась 80 выпусков, опубликованных с 1988 года по 1994 год. В данной серии Грелл избегал использовать фантастические элементы вселенной DC (к примеру, во время гостевого появления в комиксе Зелёного Фонаря, это персонаж не носит свой обычный супергеройский костюм и не использует свои силы). Примечательно, что из-за того, что Майк считал прозвище «Зелёная Стрела» крайне неудачным и попросту глупым, оно не используется нигде, кроме надписей на обложке выпусков (за исключением первого выпуска «Longbow Hunters»).

### Джеймс Бонд
В 1988 году Грелл иллюстрирует графическую новеллу, являющуюся адаптацией фильма Тимоти Далтона «Лицензия на убийство», а в 1989 году пишет сценарий и рисует мини-серию «Permission to Die», состоящую из 3-х выпусков по оригинальному рассказу о Джеймсе Бонде. Оба этих графических произведения были опубликованы издательством Eclipse Comics.

### Shaman’s TearsиBar Sinister
В серии «Shaman's Tears» Грелл обращается к вопросам экологии. Главный герой, Джошуа Бренд (англ. Joshua Brand), отец которого вёл своё происхождение из коренных жителей Америки, индейцев Сиу, а мать была ирландкой, повзрослев, возвращается на родину, в резервацию, откуда он убежал ещё ребёнком. Обнаружив, что владеет мистической силой животного мира, и даже силой самой Земли, он становится защитником планеты. В этой серии также появляется персонаж другого комикса Грелла, Джон Сэйбл (англ. Jon Sable). В роли гостя, он присутствует в выпусках с 5-го по 9-й. Всего серия насчитывает 12 выпусков, опубликованных в период с мая 1993 года по август 1995 года. Кроме этого, в ноябре 1995 года был опубликован выпуск № 0.
С января по сентябрь 1995 года издательством Windjammer (импринт компании Valiant Comics) публикуется спин-офф «Shaman’s Tears» под названием «Bar Sinister». В этой серии описываются приключения группы сбежавших из лаборатории, генетически изменённых животных, обладающих, вследствие проведённых над ними экспериментов, разумом, приближенным к человеческому, и планируемых к использованию в военных целях. Грелл работал над обложками этой серии.
В этот же временной период Грелл пишет сценарий и рисует кроссовер «Shaman’s Tears/Turok Dinosaur Hunter» изданный в виде ограниченной серии, опубликованной Valiant Comics, а также создаёт два номера ограниченной серии «Turok The Hunted».

### 2000-е годы
С 2002 по 2003 год Грелл работает над серией «Железный человек», как раз в тот период времени, когда по сюжету герой решает открыть общественности своё настоящее имя: Тони Старк.
После работы над этой серией, Грелл возвращается к созданию комиксов уже в 2008 году, предложив новую концепцию обложки для 861-го выпуска серии «Action Comics», четвёртой части истории «Superman and the Legion of Super-Heroes». Компания DC Comics была крайне заинтересована в развитии серии такими художниками, как: Стив Лигхтли, Кейт Гиффен и Грелл, которые ранее работали над сериями о Легионе.
Также, Майк начал работу над новой серией по «Warlord», в которой завершил историю главного героя. Кроме этого, Грелл рисует несколько историй для серии X-Men Forever издательства Marvel Comics. Его очередной работой с DC стало издание в 2001 году истории о Зелёном фонаре, в рамках серии «DC Retroactive».
Работая над адаптацией «Shaman’s Tears», Грелл переписывает сценарий «Jon Sable» и пишет две истории для ComicMix.com: новую историю Сейбла и ещё одну, озаглавленную «The Pilgrim». В декабре 2010 года он становится главным редактором компании Ardden Entertainment.
В 2012 году Грелл создаёт концепт обложки для 10-и страничного рекламного комикса от DC Comics, представленного на San Diego Comic-Con International, как промо телевизионного сериала «Стрела». Грелл также участвует в создании 6-го и 11-го выпуска комикса по мотивам этого сериала.

## Личная жизнь
Грелл является заядлым охотником на крупную дичь, что нашло отражение в его работах, особенно заметное в серии «Jon Sable Freelance».
В начале 1980-х, он женился на коллеге Шэрон Райт (англ. Sharon Wright), также работавшей над созданием комиксов в качестве сценариста. Интересным фактом является то, что настоящим автором сценария для серии «Warlord» в последние два года публикации первого тома (1987—1988) является его жена, Шэрон Грелл, в чём Майк признаётся в колонке с ответами на вопросы читателей последнего выпуска серии.
В настоящее время Грелл проживает в штате Вашингтон, вместе со своей третьей женой, Лаури ЛаСабре-Грелл (англ. Lauri LaSabre-Grell), известной как наездница и создатель системы EQUUEST ©.

### DC Comics
- Action Comics (Атом) #442; (Зелёная стрела) #441, 444—446, 450—452, 456—458 (1974 — 1976)
- Adventure Comics[англ.] (Аквамен) #435-437; (Crimson Avenger[англ.]) #440 (1974 — 1975)
- Arrow (цифровой комикс, основанный на телесериале) #6, 11 (2012)
- Limited Collectors' Edition[англ.] (Legion of Super-Heroes[англ.]) #C-55 (1978)
- Amazing World of DC Comics #12 (не опубликованные до этого истории) (1976)
- Бетмен #287-290 (1977)
- Batman Family[англ.] (Робин и Бэтгёрл) #1 (1975)
- DC Super Stars[англ.] (Зелёная стрела) #17 (1977)
- DC Retroactive[англ.]: Green Lantern — The '70s #1 (2011)
- Detective Comics (Робин) #445; (Бетмен) #455; (Атом) #463; (Чёрная канарейка) #464 (1975 — 1976)
- 1st Issue Special[англ.] (The Warlord[англ.]) #8 (1975)
- The Flash[англ.] (Зелёный Фонарь) #237-238, 240—243 (1975 — 1976)
- Green Arrow: The Longbow Hunters, мини-серия, #1-3 (1987)
- Green Arrow, том 2, #1-80 (1987 — 1993)
- Green Arrow: The Wonder Year, мини-серия, #1-4 (1993)
- Зелёный Фонарь, том 2, (Зелёный Фонарь/Зелёная стрела) #90-100, 106, 108—110 (1976 — 1978)
- Legion of Super-Heroes[англ.], том 3, #45 (только 4 страницы) (1988)
- Ms. Tree[англ.] Quarterly (Бетмен) #1 (1990)
- Призрачный странник[англ.], том 2, #33 (1974)
- Superboy[англ.] starring the Legion of Super-Heroes #203-224, 235 (1974 — 1978)
- Warlord #1-52, 59, Annual #1 (1976 — 1982)
- Warlord, том 3, #7-12, 15-16 (2009 — 2010)
- Weird War Tales[англ.] #67 (1978)

### Image
- Maggie the Cat #1-2 (1996)
- Shaman's Tears[англ.] #1-12, #0 (1993 — 1995)
- Spawn: The Impaler, мини-серия, #1-3 (1996)

### Marvel Comics
- Железный человек, том 3, #50-61 (2002 — 2003)
- X-Men Forever[англ.] Giant-Size #1 (2010)
- X-Men Forever, том 2, #9-10 (2010)

### Другие издатели
- Jon Sable Freelance[англ.] #1-43 (First Comics[англ.]) (1983 — 1986)
- Starslayer[англ.] #1-6 (Pacific Comics) (1982 — 1983)

### Коллекционные издания
- Legion of Super-Heroes Archives
  - Том 10 #202, 232 страниц, октябрь 2000, ISBN 978-1-56389-628-6
  - Том 11 #203-212, 224 страниц, август 2001, ISBN 978-1-56389-730-6
  - Том 12 #212-223, 240 страниц, май 2003, ISBN 978-1-56389-961-4
  - Том 13 #224, 240 страниц, май 2012, ISBN 978-1-4012-3439-3